# ステファニー・ライス
ステファニー・ライス（Stephanie Louise Rice, 1988年6月17日 - ）は、オーストラリア・ブリスベン出身の女子競泳選手。北京オリンピック金メダリスト。身長176cm、体重67kg。
北京オリンピック女子400m個人メドレー、200m個人メドレー、4×200mフリーリレーを全て世界新記録で制し3冠に輝いた。
ブリスベンの「セント・ピーターズ・ウエスタン・スイミング・クラブ」にて、マイケル・ボールに師事した。
男子50mと100m自由形の世界記録保持者であるイーモン・サリバンとはかつて交際していたが双方が五輪に集中するため破局した。
2010年9月4日、ラグビーのオーストラリア代表が南アフリカ代表に勝利したのを受け、同性愛者差別を意味するつぶやきをツイッターに投稿した。その後不適切発言を謝罪し投稿を削除したが、スポンサー契約を締結していたジャガー・オーストラリアは6日付で契約打ち切りを通告した。

## 参照
1. ↑  “Swimming Schedule and Results”. 2007年8月22日閲覧。
2. ↑  豪競泳界期待のカップル、北京に集中するため破局
3. ↑  豪競泳金メダリスト、不適切な「つぶやき」でスポンサー失う